# 브리엔츠빌러
브리엔츠빌러(독일어: Brienzwiler)는 스위스 베른주의 인터라켄-오버하슬리구에 있는 자치체이다. 브리엔츠빌러 마을 외에도 시정촌에는 발름호프 정착촌도 포함되어 있다.

## 역사

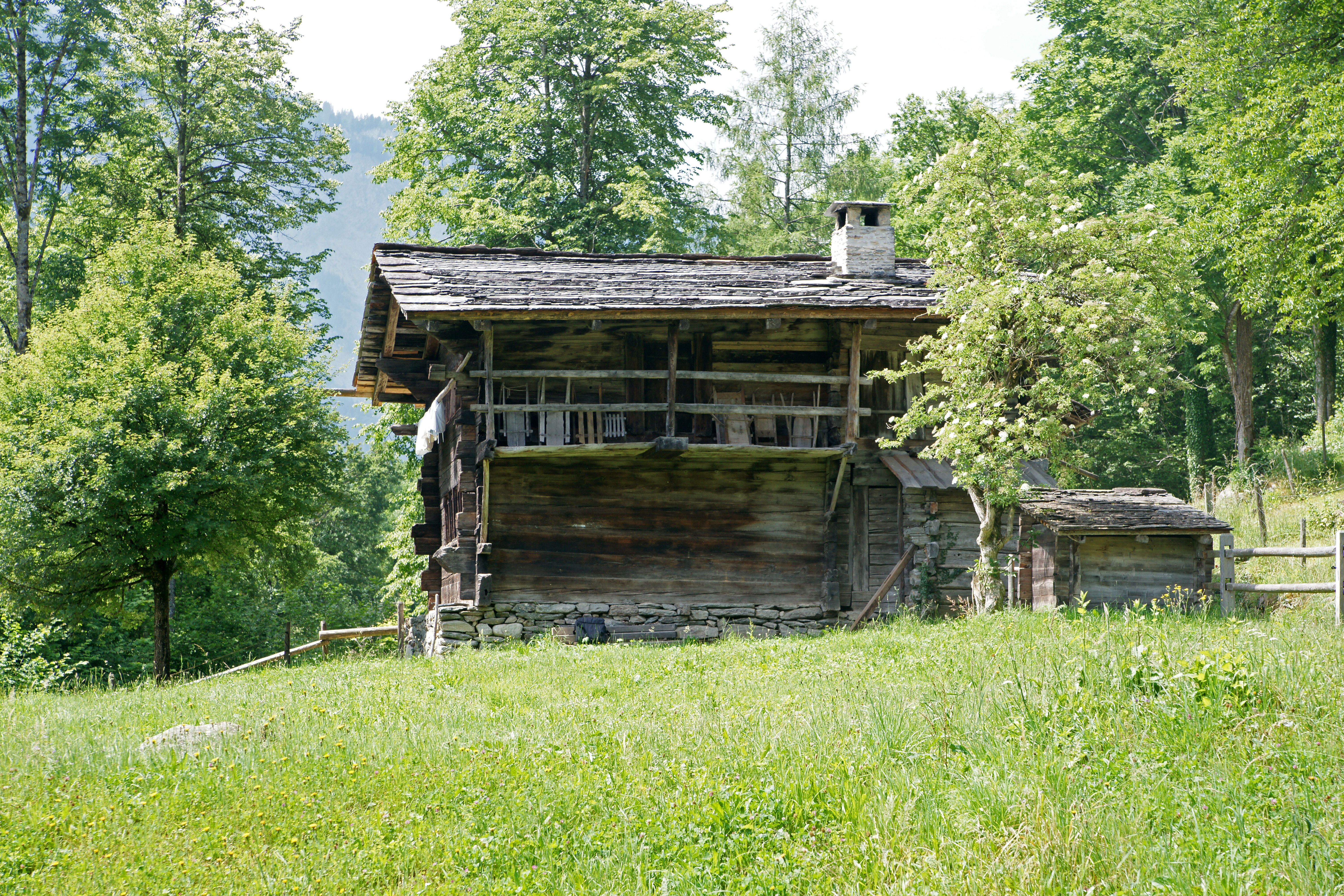
발렌베르크 박물관에 있는 발레주에서 온 전통 가옥

브리엔츠빌러는 1347년에 Wiler am Brünig으로 처음 언급되었다.
중세 시대에 브리엔츠빌러는 루덴츠의 미니스테리알레(봉건 군주를 섬기는 자유 기사) 가문이 소유했다. 그들은 링겐베르크의 영주들을 위해 도시를 지켰다. 루덴츠 가문은 1361년 베른 시민에게 매각할 때까지 마을을 유지했다. 다음 몇년 동안 그것은 소유주에서 소유주로 넘어갔고 베른 시가 1522년에 마을 전체를 인수할 때까지 세분화되었다. 베른이 1528년에 개신교 종교 개혁을 채택했을 때, 그들은 브리엔츠빌러 인근의 일부 토지를 포함하여 인근 인터라켄 수도원의 땅을 세속화하고 합병했다. 베른은 새로 만들어진 인터라켄의 세속 영지에 브리엔츠빌러를 할당했다.
브리엔츠빌러는 브리엔츠의 큰 교구에 속한다. 그러나 20세기 초반부터 그들만의 효성당과 묘지가 있다.
전통적으로 마을의 경제는 아레강 계곡의 농업과 고산 계곡의 계절별 고산 목축을 기반으로 했다. 그들은 또한 브뤼닉 고개를 통해 여행자로부터 약간의 수입을 얻었다. 19세기부터 지방 자치 단체에는 소규모 관광 산업이 있었고 1888년에는 브뤼닉 철도 노선의 기차역으로 인해 더 많은 관광객이 방문할 수 있었다. 오늘날 지역 경제는 목각, 정부 일자리, 호텔 및 관광 관련 작업과 발렌베르크 야외 박물관에 기반을 두고 있다.

## 지리

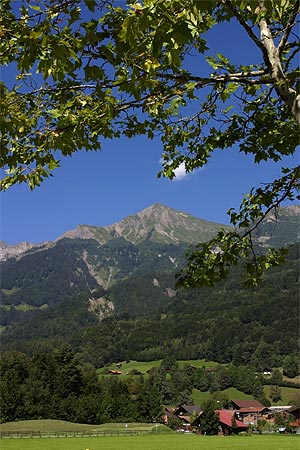
브리엔츠빌러 근교의 초원과 산

브리엔츠빌러의 면적은 17.64k㎡이다. 이 면적 중 5.44k㎡ (30.8%)가 농업용으로 사용되는 반면 5.91k㎡ (33.5%)는 삼림으로 사용된다. 나머지 토지 중 0.52k㎡ (2.9%)가 정착(건물 또는 도로), 0.15k㎡ (0.8%)가 강 또는 호수이며, 5.62k㎡ (31.8%)는 비생산적인 토지이다.
건설 면적 중 주택 및 건물이 1.4%, 교통 기반 시설이 0.9%를 차지했다. 산림지 중 전체 토지 면적의 30.4%가 산림이 우거져 있고 1.7%가 과수원이나 작은 나무 군락으로 덮여 있다. 농경지 중 3.3%는 목초지이고 27.5%는 고산 목초지로 사용된다. 시정촌의 모든 물은 흐르는 물이다. 비생산적인 지역 중 9.6%는 비생산적인 초목이고 21.6%는 초목이 자라기에는 너무 암석이 많은 지역이다.
브리엔츠빌러는 아레강 양쪽에 위치하고 있다. 아레강의 북쪽에는 브리엔츠빌러와 발름호프(기차역)의 마을뿐만 아니라 빌러-포어자스 및 람제렌과 2,005m의 빌러호른 봉우리를 포함한 여러 작은 정착지가 포함된다. 아레강의 남쪽에는 월경지 알프 올체렌이 포함된다.
2009년 12월 31일에 시정촌의 이전 구인 인터라켄군이 해산되었다. 다음 날 2010년 1월 1일에 새로 설립된 인터라켄-오버하슬리구에 합류했다.

## 인구통계
브리엔츠빌러의 인구(2020년 12월 기준)는 481명이다. 2010년 기준으로 인구의 7.8%가 거주하는 외국인이다. 지난 10년(2000-2010년) 동안 인구는 -10.5%의 비율로 변화했다. 이민은 -7.1%, 출생 및 사망은 -2.6%를 차지했다.
2000년 기준, 인구 대부분인 543명(93.6%)이 독일어를 모국어로 사용하고, 알바니아어가 23명(4.0%)으로 두 번째로 많이 사용하고, 영어가 6명(1.0%)으로 세 번째이다. 프랑스어를 할 줄 아는 사람이 5명, 이탈리아어를 할 줄 아는 사람이 1명 있다.
2008년 기준으로 인구는 남성 49.7%, 여성 50.3%이다. 인구는 236명의 스위스 남성(인구의 46.2%)과 18명(3.5%)의 비스위스계 남성으로 구성되었다. 스위스 여성은 235명(46.0%), 비스위스계 여성은 22명(4.3%)이었다. 지방 자치 단체의 인구 중 232명(40.0%)가 브리엔츠빌러에서 태어나 2000년에 그곳에 살았다. 같은 주에서 태어난 181명(31.2%)가 있었고, 102명(17.6%)가 스위스 다른 곳에서 태어났다. 62명(10.7%)가 스위스 외부에서 태어났다.
2010년 기준으로 아동·청소년(0~19세)이 20.9%, 성인(20~64세)이 60.3%, 노인(64세 이상)이 18.8%를 차지한다.
2000년 기준으로 시정촌에는 미혼이거나, 독신인 사람이 248명 있다. 기혼자는 272명, 미망인은 32명, 이혼한 사람은 28명이었다.
2000년 현재 1인 가구는 77가구, 5인 이상 가구는 26가구이다. 2000년에는 총 225채(전체의 66.8%)가 상설 임대되었고, 69채(20.5%)는 계절적 임대, 43채(12.8%)는 공실이었다. 2010년 기준 신규주택 건설률은 인구 1,000명당 2세대이다. 2011년 시정촌 공실률은 1.71%였다.
역사적 인구는 다음 차트에 나와 있다.

## 국가중요문화재

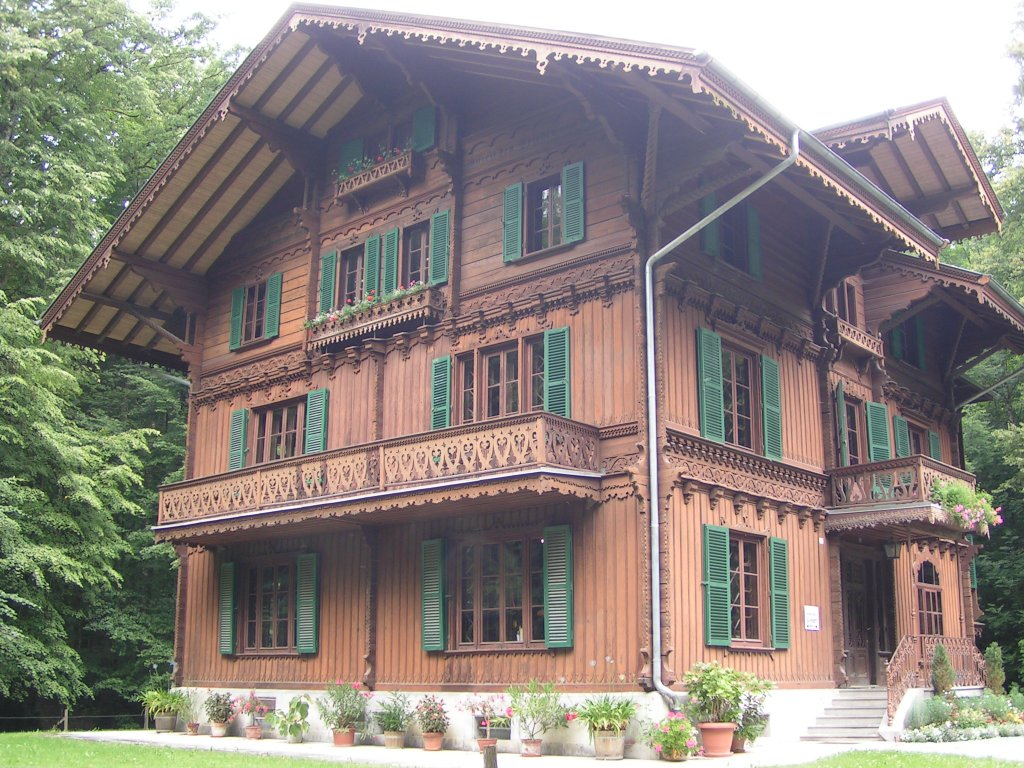
발렌베르크 야외 박물관에 있는 집

호프슈테텐과 공유하고 있는 스위스 야외 박물관인 발렌베르크(Schweizerisches Freilichtmuseum Ballenberg)는 국가적으로 중요한 스위스 문화 유산으로 등재되어 있다. 브리엔츠빌러의 전체 마을은 스위스 유산 목록의 일부이다.

## 정치
2011년 연방 선거에서 가장 인기 있는 정당은 48.3%의 득표율을 기록한 스위스인민당(SVP) 이었다. 그 다음으로 인기 있는 3개 정당은 보수민주당(BDP) (13.9%), 녹색당 (13.4%), 사민당(SP) (9.9%)이었다. 이번 연방 총선에서는 총 180표가 나왔고, 투표율은 45.8%였다.

## 경제
2011년 현재 브리엔츠빌러의 실업률은 1.28%이다. 2008년 기준으로 시정촌에 고용된 사람은 총 97명이다. 이 중 1차 경제 부문에 18명이 고용되었고, 이 부문에 약 5개 기업이 참여했다. 22명이 2차 부문에 고용되었고, 이 부문에 7개의 기업이 있었다. 57명이 3차 부문에 고용되어 있으며, 이 부문에는 15개의 기업이 있다. 시정촌 주민은 291명으로 일정 정도 고용되었으며, 그중 여성이 전체 노동력의 43.6%를 차지했다.
2008년에는 총 70개의 정규직에 상응하는 일자리가 있었다. 1차 부문의 일자리 수는 8개였으며, 모두 농업에 종사했다. 2차 부문의 일자리 수는 19개였으며, 그중 13개(68.4%)는 제조, 7개(36.8%)는 건설에 종사했다. 3차 부문의 일자리 수는 43개였다. 3차 부문에서 9개(20.9%)는 도소매 판매 또는 자동차 수리, 1개는 상품의 이동 및 보관, 6개(14.0%)는 호텔 또는 레스토랑, 3개(7.0%)는 기술 전문가 또는 과학자, 13개(30.2%)는 건강 관리에 있었다.
2000년 기준으로 시정촌으로 출퇴근한 근로자는 58명, 출퇴근 근로자는 181명이었다. 지방 자치 단체는 근로자의 순수출 지자체로, 들어오는 1명당 약 3.1명의 근로자가 지방 자치 단체를 떠나고 있다. 근로 인구 중 11.7%가 대중교통을 이용하여 출퇴근하고, 58.4%가 자가용을 이용하였다.

## 종교
2000년 인구 조사에 따르면 41명(7.1%)이 로마 가톨릭 신자이고, 442명(76.2%)이 스위스 개혁 교회에 속해 있다. 나머지 인구 중 다른 기독교 교회에 속한 41명의 개인(7.07%)이 있었다. 이슬람교는 40명(6.90%)이었다. 다른 교회에 소속된 1명의 개인이 있었다. 28명(4.83%)은 교회에 속하지 않았고, 불가지론자 또는 무신론자였으며, 7명(인구의 약 1.21%)은 질문에 대답하지 않았다.

## 교육
브리엔츠빌러에서는 인구의 약 230명(39.7%)이 필수가 아닌 고등교육을 이수했으며, 40명 또는(6.9%)가 추가 고등 교육(대학 또는 응용학문대학)을 마쳤다. 고등교육을 이수한 40명 중 75.0%가 스위스 남성, 15.0%가 스위스 여성이었다.
2010-11학년도 동안 브리엔츠빌러에는 학교에 다니는 학생이 없었다. 2000년 현재, 브리엔츠빌러 출신의 69명의 학생이 시외 학교에 다녔다.

## 종교
브뤼닉선의 브리엔츠빌러역에서 인터라켄과 마이링엔 사이를 운행하는 레기오 열차가 매시간 운행된다. 그러나 역은 마을 중심에서 남서쪽으로 약 1.5km 떨어져 있다. 브리엔츠빌러 마을은 브리엔츠에서 2시간 간격으로 포스트 버스 서비스를 제공한다.